# DJ Hyper
DJ Hyper — британский диджей, настоящее имя Гай Хатфилд. Делал ремиксы для таких групп как BT, Paul van Dyk и других. Вместе с участниками из The Prodigy Лироем Торнхиллом и Джимом Дэвисом Гай Хатфилд под названием Hyper выпустил в 2006 году первый студийный альбом We Control. Второй альбом Suicide Tuesday был выпущен в 2008 году. Третий студийный альбом The Panic вышел 12 апреля 2011 года. Четвёртый студийный альбом Lies вышел 3 декабря 2013 года. Пятый студийный альбом Bully вышел 27 октября 2015 года на лейбле Ayra Recordings.
Выпускал музыку на следующих лейблах:
- Distinct’ive Breaks Records
- Bedrock Records
- Positiva Recordings
- Kilowatt
- Ayra Recordings

## Дискография

### Альбомы
- We Control (2006)
- Suicide Tuesday (2008)
- The Panic (2011)
- Lies (2013)
- Bully (2015)

### Remix Альбомы
- Y3K: Deep Progressive Breaks (2000)
- Y3K: Soundtrack to the Future (2000)
- Bedrock Breaks (2001)
- Bedrock Breaks — Fractured (2003)
- Wired (2004)
- Inthemix Is Six (Along with Bass Kleph) (2006)
- Rewired (2007)
- Lies Remixes 1(21 апреля 2014)
- Bully The Remixes (11 декабря 2015)
- The Adventures Of The Android Kid — Remixes 1 (11 декабря 2017)
- Davip Remixes (30 апреля 2018)

### EP
- «Twisted Emotion» (2006)
- «Catnip» (2007)
- «Centre Attraction» (2008)
- «The Adventures Of The Android Kid — Part 1» (9 октября 2017)
- «The Adventures Of The Android Kid — Part 2» (25 декабря 2017)
- «Cyberpunk» (22 апреля 2019)

### Синглы
- «Blaze It Up» (1999)
- «Catnip» (2003)
- «Slapper» (2003)
- «Outsider» (2004)
- «Come With Me» (2005)
- «No Rockstars» (2007)
- «Worst Case Scenario» (Hyper Vs. Victory Pill) (2007)
- «Pitch Bitch» (Kilowatt Recordings) (2009)
- «The End» (2011)
- «We Kill Giants» (Hyper, Deadly Avenger) (8 июня 2015)
- Bully (28 сентября 2015)